# Парламентские выборы в Венгрии (1944)
Выборы во Временное Национальное Собрание Венгрии были проведены в ноябре 1944 года. Члены Временного парламента избирались на всенародных собраниях в 45 городах на территории, освобождённой Советской армией от германских войск. Дополнительные 160 членов собрания избирались 2 апреля и 24 июня 1945 года по мере освобождения Венгрии.
Венгерская коммунистическая партия получила сначала 89 из 230 мест. После дополнительных выборов она получила в сумме 166 из 498 мест временного парламента. 
Первое заседание парламента состоялось в Дебрецене 21 и 22 декабря 1944 года. На нём было сформировано новое правительство и объявлена война нацистской Германии. На втором заседании в Будапеште в сентябре 1945 года было объявлено о новых парламентских выборах в 1945 году, а также было принято законодательство по перераспределению земель.

## Результаты
| Партия                             | ноябрь 1944 | апрель 1945 | июнь 1945 | Всего мест |
| Партия                             | Места       | Места       | Места     | Всего мест |
| ---------------------------------- | ----------- | ----------- | --------- | ---------- |
| Венгерская коммунистическая партия | 89          | 36          | 41        | 166        |
| Социал-демократическая партия      | 42          | 38          | 45        | 125        |
| Независимая партия мелких хозяев   | 57          | 16          | 51        | 124        |
| Национально-крестьянская партия    | 16          | 6           | 20        | 42         |
| Гражданская демократическая партия | 12          | 6           | 3         | 21         |
| Беспартийные                       | 14          | 6           | 0         | 20         |
| Всего                              | 230         | 108         | 160       | 498        |
| Источник: Nohlen & Stöver          |             |             |           |            |